# Andromède XVII
Andromède XVII est une galaxie naine sphéroïdale, située à environ 73 kpc (∼238 000 al)
 du centre de la galaxie d'Andromède, ce qui en fait l'un de ses satellites les plus proches.